# 水蕉老圍

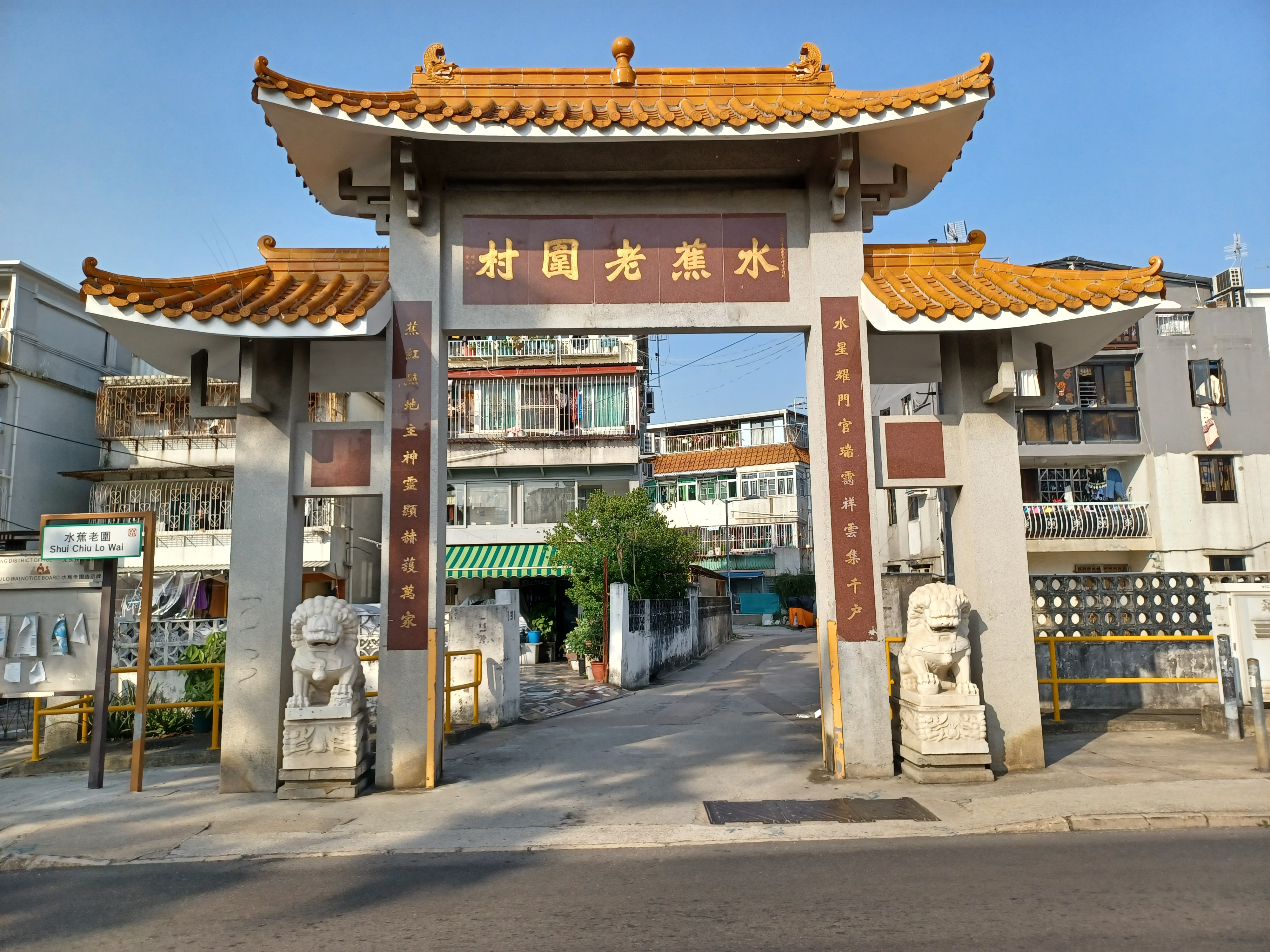
水蕉老圍牌坊

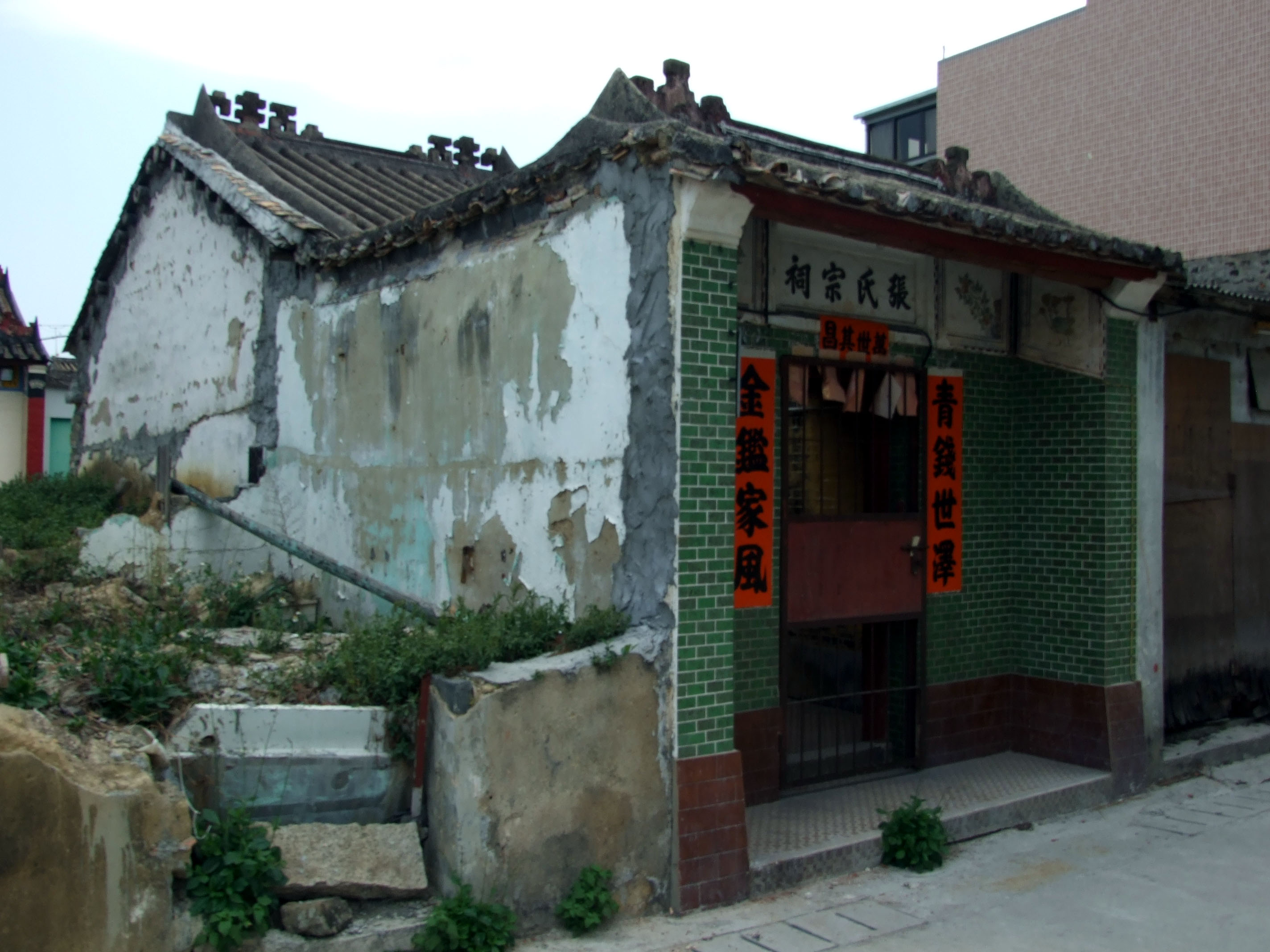
水蕉老圍內的張氏宗祠（2011年）

水蕉老圍（英語：Shui Tsiu Lo Wai）是一條位於香港元朗區十八鄉的鄉村。

## 行政區劃
水蕉老圍是新界小型屋宇政策下其中一條認可鄉村。

## 教育
水蕉老圍座落於小一學校網（POA）73、74校網。73校網內有多所資助學校（非由政府營辦，但接受納稅人資助的學校）及一所官立學校—南元朗官立小學。74校網內有多所資助學校及一所官立學校—元朗官立小學。

## 外部連結
- 居民代表選舉水蕉老圍（十八鄉）的劃定現有鄉村範圍（2019－2022年） （页面存档备份，存于）
- 關於水蕉老圍的網頁 （页面存档备份，存于）
- 古物諮詢委員會關於水蕉老圍覺民書室的簡要文件（圖片）
- 古物諮詢委員會關於水蕉老圍87號張氏宗祠的簡要文件（圖片）（已拆卸）
- 古物諮詢委員會關於水蕉老圍68號簡氏宗祠的簡要文件（圖片）

22°25′34″N 114°01′59″E / 22.426181°N 114.032963°E